# Léo et Popi
Pour les articles homonymes, voir Léo et Popi.
Pour la série télévisée d'animation, voir Léo et Popi (série télévisée d'animation).
Léo et Popi est une œuvre littéraire pour enfants, créée par Helen Oxenbury et éditée par Bayard Presse. Le titre original de l'œuvre est Tom and Pippo.

## Synopsis
Léo est un petit garçon de deux ans.  Son inséparable doudou est un singe qui s'appelle Popi.  
Ensemble, ils découvrent la vie au travers de petites histoires qui se déclinent en livres, en dessin animé ou dans le magazine Popi.

## Produits dérivés

### Peluche
La peluche Popi semble avoir été créée vers la fin des années 1980 avec un modèle d'environ 45 cm. Puis en 1991 un jumelage avec les poupées Corolle (entreprise), sort un Popi d'environ 36 cm. Ensuite en 1996 sort un Popi de 25 cm qui aujourd'hui encore est commercialisé (seuls les yeux autrefois perlés sont maintenant cousus). En 2000 apparaît dans le commerce un Popi de 35 cm différent du Popi corolle plus basé sur un modèle agrandi du Popi de 25 cm. Par la suite apparaît avec le journal Popi une peluche d'environ 8 cm. Ces versions de mini Popi sont d'abord simples avec des salopettes puis il y en a plusieurs très différentes (Père Noël, salopette en jean, maillot de bain des années 1930, maillot de bain récent, etc.). Un Popi hors série de 55 cm a été fait, et récemment un Popi doudou.
Toutes les mesures sont faites sans la queue.

### Figurines
Plusieurs figurines en plastique ou en bois ont aussi été faites à partir du personnage de Popi. D'abord en 1985 apparaissent au moins trois figurines, deux représentent des Popis habillés pour l'hiver et un autre est en maillot de bain dans une barque. En 1997, un Popi en bois articulé avec sa voiture sort. Puis en 1998, c'est une figurine mettant en scène Léo et Popi qui sort. Enfin en 2000 sort une figurine de Popi assis par terre.

### Dessin-animé
- Léo et Popi, la série animée